# Aéroport international de Cần Thơ
L'aéroport international de Cần Thơ (Vietnamien : Sân bay Quốc tế Cần Thơ) code IATA : VCA • code OACI : VVCT, anciennement aéroport de Trà Nóc, est le plus grand aéroport de la région du delta du Mékong. Il dessert la ville de Cần Thơ.

## Réhabilitation de l'aéroport de Tra Noc
Les travaux de réhabilitation ont commencé dans l'ancien aéroport de Tra Noc en 2006. La première phase s'est achevée le 4 janvier 2009, avec l'inauguration de la nouvelle piste par le premier ministre vietnamien Nguyễn Tấn Dũng,.
La construction d'une nouvelle aérogare est prévue lors d'une deuxième phase qui doit s'achever en 2010. 
Le coût total de rénovation de cet aéroport est estimé entre 50 et 60 millions de dollars américain [réf. nécessaire].
La nouvelle piste en asphalte de l'aéroport fait 2 400 m de long sur 50 m de large, ce qui la rend capable d’accueillir des avions de type Airbus A320, A321, et Boeing 767.

## Situation

### Carte des aéroports du Viêtnam
| Vân Đồn (2018) Thọ Xuân Chu Lai Liên Khuong Đà Nẵng Hải Phòng Cat Bi Hanoï Saïgon Nha Trang Phú Quốc Vinh Buôn Ma Thuôt Cà Mau Côn Đảo Đồng Hới Pleiku Phù Cát Phú Bài Rach Gia Nà Sản Đông Tác Vũng Tàu Cần Thơ Diên Biên Phu Quảng Trị |

## Compagnies et destinations
| Compagnies                       | Destinations |
| -------------------------------- | --- |
| AirAsia                          | Kuala Lumpur |
| Bamboo Airways                   | Đà Nẵng, Hanoï-Nội Bài                                                                                                 |
| Thai AirAsia                     | Bangkok-Don Muang |
| Thai Vietjet Air                 | Charter : Bangkok-Suvarnabhumi                                                                                         |
| Vietjet Air                      | Đà Lạt-Liên Khuong, Đà Nẵng, Hải Phòng-Cat Bi, Hanoï-Nội Bài, Cam Ranh, Séoul-Incheon, Taïwan-Taoyuan, Thanh Hóa, Vinh |
| Vietnam Airlines                 | Đà Nẵng, Hanoï-Nội Bài Charter : Taïwan-Taoyuan, Taichung, Kaohsiung                                                   |
| Vietnam Airlines opéré par VASCO | Côn Đảo, Phú Quốc |

Édité le 29/05/2020